# Garbayuela (kommunhuvudort)
Garbayuela är en kommunhuvudort i Spanien.   Den ligger i provinsen Provincia de Badajoz och regionen Extremadura, i den centrala delen av landet, 190 km sydväst om huvudstaden Madrid. Garbayuela ligger 488 meter över havet och antalet invånare är 542.
Terrängen runt Garbayuela är platt åt sydväst, men åt nordost är den kuperad. Runt Garbayuela är det mycket glesbefolkat, med 6 invånare per kvadratkilometer. Närmaste större samhälle är Siruela, 9,2 km sydväst om Garbayuela. Omgivningarna runt Garbayuela är huvudsakligen savann.